# Šupljak
Šupljak (izvirno srbsko Шупљак; madžarsko Ludas) je naselje v Srbiji, ki upravno spada pod Mesto Subotica; slednja pa je del Severnobačkega upravnega okraja.

## Demografija
V naselju živi 1042 polnoletnih prebivalcev, pri čemer je njihova povprečna starost 41,4 let (40,3 pri moških in 42,6 pri ženskah). Naselje ima 472 gospodinjstev, pri čemer je povprečno število članov na gospodinjstvo 2,78.
To naselje je v glavnem madžarsko (glede na rezultate popisa iz leta 2002), a v času zadnjih treh popisov je opazno zmanjšanje števila prebivalcev.
|  |

| Demografija | Demografija     | Demografija     |
| Leto        | Št. prebivalcev | Št. prebivalcev |
| ----------- | --------------- | --------------- |
|             |                 |                 |
|             |                 |                 |
|             |                 |                 |
|             |                 |                 |
| 1948        | 3052            |                 |
| 1953        | 2975            |                 |
| 1961        | 2769            |                 |
| 1971        | 2246            |                 |
| 1981        | 1650            |                 |
| 1991        | 1427            | 1421            |
| 2002        | 1320            | 1310            |
|             |                 |                 |

| Etnična sestava po popisu iz leta 2002 | Etnična sestava po popisu iz leta 2002 | Etnična sestava po popisu iz leta 2002 | Etnična sestava po popisu iz leta 2002 | Etnična sestava po popisu iz leta 2002 |
| -------------------------------------- | -------------------------------------- | -------------------------------------- | -------------------------------------- | -------------------------------------- |
| Madžari                                | Madžari                                |                                        | 1.146                                  | 87,48%                                 |
| Bunjevci                               | Bunjevci                               |                                        | 58                                     | 4,42%                                  |
| Srbi                                   | Srbi                                   |                                        | 39                                     | 2,97%                                  |
| Hrvati                                 | Hrvati                                 |                                        | 25                                     | 1,90%                                  |
| Črnogorci                              | Črnogorci                              |                                        | 4                                      | 0,30%                                  |
| Slovaki                                | Slovaki                                |                                        | 2                                      | 0,15%                                  |
| Makedonci                              | Makedonci                              |                                        | 1                                      | 0,07%                                  |
| Jugoslovani                            | Jugoslovani                            |                                        | 1                                      | 0,07%                                  |
| Neznano                                | Neznano                                |                                        | 2                                      | 0,15%                                  |